# Graham Storey
Graham Storey (8 novembre 1920 - 6 novembre 2005) est un historien britannique spécialiste, entre autres, de Charles Dickens.

## Biographie
Né en 1920, Graham Storey a suivi des études au collège St Edward's d'Oxford puis au Trinity Hall de Cambridge, dont il deviendra en 1949 directeur des études anglaises, entrecoupées par une mobilisation pour la Seconde Guerre mondiale, de 1941 à 1945 dans les rangs de la Royal Artillery où il finit comme capitaine. II organise avec d'autres universitaires la publication des "Lettres de Charles Dickens en 12 volumes, entre 1965 et 2002, qui est largement saluée par la critique. Il a également publié les journaux de Gerard Manley Hopkins. De 1972 à 1974, il préside l'English Faculty Board.